# Sasakia
Genre
Sasakia est un genre de lépidoptères (papillons) asiatiques de la famille des Nymphalidae et de la sous-famille des Apaturinae.

## Systématique
Le genre Sasakia a été décrit en 1896 par l'entomologiste britannique Frederic Moore. Son espèce type est Diadema charonda Hewitson, 1863.
Il existe un homonyme junior invalide : Sasakia B. Rensch, 1930, un genre de mollusques, dont le nom valide est Sasakina B. Rensch, 1930.

## Liste des espèces
Selon FUNET Tree of Life (28 janvier 2020), ce genre comporte trois espèces :
- Sasakia charonda (Hewitson, 1863) — Chine, Corée, Japon, Taïwan.
- Sasakia funebris (Leech, 1891) — Chine.
- Sasakia pulcherrima Chou & Li